# Fritz Steuri (Skisportler, 1879)

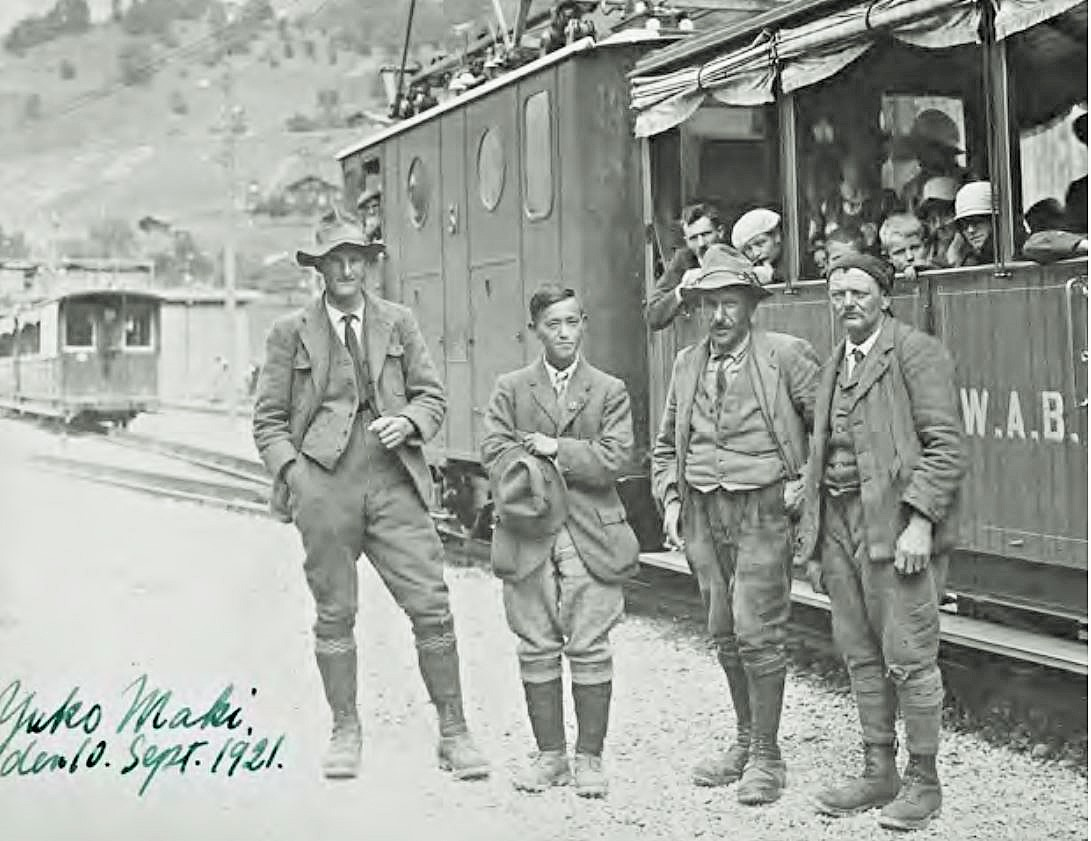
Erstbesteiger Eiger Mittellegigrat 10. September 1921 (von links): Samuel Brawand, Yūkō Maki, Fritz Steuri, Fritz Amatter

Fritz Steuri (* 25. Juli 1879 in Grindelwald; † 5. September 1950 ebenda) war ein Schweizer Bergführer sowie nordischer und alpiner Skisportler. Er wurde dreimal Schweizer Meister im alpinen Dauerlauf und war 1921 an der Erstbegehung des Eiger-Mittellegigrats beteiligt.

## Biografie
Fritz Steuri kam Anfang der 1890er-Jahre mit dem Skilauf in Berührung, als er den Engländer Gerald Fox auf seinen Skifahrten in Grindelwald beobachtete. 1898 erstand er sein erstes Paar Ski aus Grindelwalder Manufaktur. Noch vor der Jahrhundertwende gab es die ersten Skirennen in Grindelwald, an denen sich Fritz Steuri, der bereits regelmässigem Skitraining nachging, mit anderen Einheimischen mass. Auch in seinem Beruf als Briefträger, den er ab 1899 ausübte, bis er Bergführer wurde, leisteten ihm die Skier wertvolle Dienste. Im Jahr 1902 gehörte er zu den Gründungsmitgliedern des Skiclubs Grindelwald.
Fritz Steuri entwickelte sich zu einem der besten Skisportler in der Anfangszeit des Schweizer Skirennsports. Insbesondere im Dauerlauf bzw. alpinen Dauerlauf, wie damals der Skilanglauf bezeichnet wurde, war er der beste Athlet zu Beginn des 20. Jahrhunderts. Steuri gewann im Januar 1903 beim zweiten Rennen des Skiclubs Grindelwald den Schnelllauf (Abfahrt) und wurde jeweils Zweiter im Sprunglauf und im Dauerlauf. Im Januar 1904 siegte er beim dritten Clubrennen erneut im Schnelllauf. Im Februar 1903 gewann Steuri die vom Skiclub Bern organisierte «Internationale Meisterschaft im alpinen Dauerlauf» in Adelboden, in welcher er auch 1904 (wieder in Adelboden) und 1905 (in Zweisimmen) als Sieger hervorging. Von 1904 bis 1906 gewann er dreimal in Folge den grossen Dauerlauf der Grindelwalder Skirennen um den Wanderbecher von Grindelwald. Als nach der Gründung des Schweizerischen Skiverbandes am 20. November 1904 am 21. und 22. Januar 1905 in Glarus die ersten Schweizer Skimeisterschaften («Erstes Grosses Skirennen der Schweiz») stattfanden, wurde Fritz Steuri Schweizer Meister im Dauerlauf. Die 20 Kilometer lange Strecke über den Pragelpass mit 560 Meter Steigung und 1160 Meter Gefälle bewältigte er als Schnellster der 32 Teilnehmer in einer Zeit von 1 Stunde, 54 Minuten und 7 Sekunden. Die Bestzeit im «Pragellauf» des Vorjahres war fast 38 Minuten langsamer gewesen. In den Jahren 1906 in Zweisimmen und 1907 in Davos wurde er abermals Schweizer Meister im Dauerlauf, worauf der «Skikönig» Fritz Steuri gebeten wurde, nicht mehr an diesen Rennen teilzunehmen, um auch anderen Läufern eine Siegchance zu geben.
Steuri war ab dieser Zeit auch als Skilehrer tätig und unterrichtete unter anderem Hermann und Othmar Gurtner sowie Walter Amstutz in der alpinen Fahrtechnik und den «klassischen» Schwüngen Telemark, Christiania und Stemmbogen. Im Jahr 1926 war Steuri Präsident des Skiclubs Grindelwald und noch in den 1930er-Jahren leitete er Skikurse.
Neben dem Skisport war Fritz Steuri auch ein bekannter Bergführer. Er erwarb 1905 sein Führerpatent und hatte zuvor schon zahlreiche Gipfel wie Jungfrau, Eiger, Finsteraarhorn und Wetterhorn bestiegen. Steuri arbeitete 45 Jahre lang als Bergführer, hauptsächlich rund um Grindelwald sowie in den Walliser und Bündner Alpen. Am 10. September 1921 gelang ihm mit dem Japaner Maki Yūkō und den weiteren Führern Fritz Amatter und Samuel Brawand die Erstbegehung des Eiger-Mittellegigrats im Aufstieg. Im Abstieg war der Grat bereits 1885 erstmals begangen worden. Kurz zuvor hatte er mit Maki und Brawand die Dufourspitze, das Matterhorn und das Aletschhorn bestiegen. In weiterer Folge führte Steuri zahlreiche Japaner auf Schweizer Alpengipfel, darunter Prinz Chichibu Yasuhito, mit dem er zusammen mit anderen Bergführern im September 1926 unter anderem das Wetterhorn, das Finsteraarhorn, das Schreckhorn, das Matterhorn, die Gipfel des Monte Rosa und anderer Berge bestieg. Am 26. Mai 1926 hatten Steuri, Chichibu, Walter Amstutz, Arnold Lunn und zwei weitere das Grindelwalder Grünhorn erstmals auf Skiern bestiegen. Zu weiteren bekannten Klienten Steuris zählte der Schriftsteller Konrad Falke, den er schon im September 1907 durch das Jungfraugebiet geführt hatte. Daraus entstand Falkes 1909 erschienenes Werk Im Banne der Jungfrau. Ab etwa 1930 spezialisierte sich Steuri als Jungfrauführer. Er arbeitete als einer der «Jochführer», jener Bergführer, die sich nach dem Bau der Jungfraubahn immer am Jungfraujoch aufhielten und von dort Touristen auf die umliegenden Gipfel führten, und brachte es so in seinem Leben zu 1139 Besteigungen der Jungfrau – teilweise zweimal an einem Tag. Einige Zeit war Steuri Hüttenwirt der Konkordiahütte und Obmann der Grindelwalder Bergrettung.
Fritz Steuri hatte vier Söhne, von denen die älteren drei ebenfalls bekannte Bergführer waren: Fritz junior (1908–1953), Hermann (1909–2001), Hans (1911–1975) und Rudolf (1913–1987). Fritz junior und Hermann erzielten auch zahlreiche Erfolge im Skirennsport, Rudolf war zunächst auch Skilehrer, dann aber in der Regionalpolitik tätig.